# Richard Eckermann
Heinrich Paul Christian Richard Eckermann (Ratzeburg, 15. srpnja 1862. -  Kiel, 13. siječnja 1916.) je bio njemački viceadmiral i vojni zapovjednik. Tijekom Prvog svjetskog rata bio je načelnik stožera Flote otvorenog mora, te je zapovijedao 6. i 1. eskadrom bojnih brodova.

## Vojna karijera
Richard Eckermann rođen je 15. siječnja 1862. u Ratzeburgu. Sin je Rudolfa Eckermanna i Marie Prehn. Ubrzo nakon Richardova rođenja Eckermanova obitelj se preselila u Flensburg, te 1867. u Kiel. U prusku mornaricu stupa kao kadet u travnju 1881. godine, te služi na SMS Niobeu, SMS Marsu, te SMS Friedrich der Grosseu. Potom dvije godine služi na korveti SMS Leipzig koja se nalazila u Istočnoj Aziji. Po povratku iz Azije, u studenom 1884. imenovan je časnikom za obuku u mornaričkoj školi. Nakon toga služi na raznim brodovima, da bi na kraju bio raspoređen u mornarički odsjek Povjerenstva za ispitivanje topništva u Berlinu. Tijekom navedene dužnosti jedno vrijeme zapovijeda torpednim čamcem koji je krstario Elbom između Potsdama i Berlina. Potom služi kao prvi časnik na SMS Bremseu, da bi u travnju 1894. bio upućen u Južnu Ameriku na službu kao navigacijski časnik na SMS Anconu. Idućih godina raspoređen je na službu u ministarstvo mornarice, te potom kao prvi časnik na SMS Ägiru.
U ožujku 1902. Eckermann postaje zapovjednikom topovnjače SMS Panther. Iduće, 1903. godine, ponovno je na službi u ministarstvu mornarice, da bi od 1906. zapovijedao najprije SMS Brandenburgom, potom SMS Braunschweigom, te na kraju od 1908. godine bojnim brodom SMS Schwaben. Potonjim bojnim brodom zapovijeda dvije godine da bi u jesen 1910. godine bio imenovan direktorom u Carskom brodogradilištu u Wilhelmshavenu. Navedenu dužnost obnaša do ožujka 1914. kada postaje inspektorom torpednih snaga u Kielu.

## Prvi svjetski rat
Ubrzo nakon početka Prvog svjetskog rata, sredinom kolovoza 1914., Eckermann je imenovan zapovjednikom 6. eskadre bojnih brodova, da bi potom od rujna do veljače 1915. obnašao dužnost načelnika stožera Flote otvorenog mora. U listopadu 1914. promaknut je u čin viceadmirala. Blizak njemačkom ministru mornarice Alfredu von Tirpitzu, Eckermann je bio zagovornik neograničenog podmorničkog ratovanja i intenzivnijeg djelovanja njemačke flote. Bombardiranja engleskih obalnih gradova izvršena su po njegovoj inicijativi. U veljači 1915. imenovan je zapovjednikom I. eskadre bojnih brodova.

## Smrt
U ljeto 1915. Eckermann se teško razbolio, te se s 10. srpnjem 1915. umirovio. Preminuo je 13. siječnja 1916. godine u 54. godini života u Kielu. Bio je oženjen s Mariom Luisom Stadtlander s kojom je imao dvoje djece.  